# Tournoi de clôture du championnat de Colombie de football 2025
Navigation
Torneo Apertura 2025 Torneo Apertura 2026
Le Tournoi de clôture du championnat de Colombie de football 2025 est le 101e tournoi du Championnat de Colombie de football de première division, connu sous le nom de « Liga BetPlay Dimayor 2025 ». 
Les nouveaux venus à ce niveau de la compétition sont les deux équipes promues de Primera B 2024, l'Unión Magdalena qui retrouve ce niveau après seulement une saison à l'échelon inférieur et le Llaneros FC qui accède pour la première fois de son histoire à ce niveau de la compétition.

## Règlement
Le système de compétition des tournois saisonniers 2025 a été établi le 16 décembre 2024 lors d'une assemblée extraordinaire de la Dimayor, au cours de laquelle il a été décidé de maintenir le format de compétition utilisé la saison précédente, avec le retour de la journée des classicos lors de la phase de championnat qui n'a pas été jouée lors des tournois de 2024. Le tournoi se joue selon un système en trois phases : dans la première, les équipes jouent 19 matchs contre les autres équipes et un match classico. Les huit meilleures équipes du classement se qualifient pour la phase suivante, qui est composée de deux groupes de quatre équipes dans lesquelles sont joués six match aller-retour, et qui qualifie les deux premières équipes de chaque groupe pour la finale. La finale se joue en matchs aller-retour pour désigner le champion du tournoi qui se qualifie pour la Copa Libertadores 2026 et la Superliga Colombiana 2026.
À la fin de ce deuxième tournoi, les deux premières équipes au classement cumulé des deux tournois n'étant pas champion se qualifient pour la phase préliminaire de la Copa Libertadores 2026 et les trois clubs suivants ainsi que le vainqueur de la Coupe de Colombie 2025 se qualifient pour le tour préliminaire de la Copa Sudamericana 2026. Enfin les deux derniers du classement moyen sur trois saisons sont relégués en Primera B l'année suivante.
Le classement est calculé avec le barème de points suivant : une victoire vaut trois points, le match nul un. La défaite ne rapporte aucun point.
À égalité de points, les critères de départage sont les suivants :
1. Plus grande différence de buts générale ;
2. Plus grand nombre de victoires ;
3. Plus grand nombre de buts marqués ;
4. Plus grand nombre de buts marqués à l'extérieur ;
5. Plus petit nombre de carton rouge ;
6. Plus petit nombre de carton jaune ;
7. Tirage au sort.

## Participants
Le Torneo Finalización 2025 est la 21e édition à vingt équipes, les deux promus de Primera B sont l'Unión Magdalena et le Llaneros FC.
| Club                   | Entraineur           | Ville             | Stade                   | Classement 2024 |
| ---------------------- | -------------------- | ----------------- | ----------------------- | --------------- |
| Deportes Tolima        | Lucas González       | Ibagué            | Manuel Murillo Toro     | 1er             |
| Independiente Santa Fe | Jorge Bava           | Bogotá            | Nemesio Camacho         | 2e              |
| Millonarios FC         | David González       | Bogotá            | Nemesio Camacho         | 3e              |
| Atlético Bucaramanga   | Leonel Álvarez       | Bucaramanga       | Américo-Montanini       | 4e              |
| Once Caldas            | Hernán Darío Herrera | Manizales         | Palogrande              | 5e              |
| Junior de Barranquilla | Alfredo Arias        | Barranquilla      | Roberto Meléndez        | 6e              |
| Atlético Nacional      | Javier Gandolfi      | Medellín          | Atanasio Girardot       | 7e              |
| América de Cali        | Diego Raimondi       | Cali              | Pascual-Guerrero        | 8e              |
| Deportivo Pereira      | Rafael Dudamel       | Pereira           | Hernán Ramírez Villegas | 9e              |
| Independiente Medellín | Alejandro Restrepo   | Medellín          | Atanasio Girardot       | 10e             |
| Deportivo Pasto        | Camilo Ayala         | San Juan de Pasto | Departamental Libertad  | 11e             |
| CD La Equidad          | Diego Merino         | Bogotá            | Metropolitano de Techo  | 12e             |
| Fortaleza CEIF         | Sebastián Oliveros   | Bogotá            | Metropolitano de Techo  | 13e             |
| Águilas Doradas        | Pablo De Muner       | Rionegro          | Alberto Grisales        | 14e             |
| Deportivo Cali         | Alberto Gamero       | Palmira           | Deportivo Cali          | 15e             |
| Alianza Petrolera      | Hubert Bodhert       | Valledupar        | Daniel-Villa-Zapata     | 18e             |
| Boyacá Chicó           | Flabio Torres        | Tunja             | La Independencia        | 19e             |
| Envigado FC            | Andrés Orozco        | Envigado          | Polideportivo Sur       | 20e             |
| Unión Magdalena        | Alexis García        | Santa Marta       | Sierra Nevada           | 1er (Primera B) |
| Llaneros FC            | José Luis García     | Villavicencio     | Manuel Calle Lombana    | 2e (Primera B)  |

Légende des couleurs
- Phase de groupe de la Copa Libertadores 2025
- Tour préliminaire de la Copa Libertadores 2025
- Phase de groupe de la Copa Sudamericana 2025
- Promu de Primera B 2024

## Compétition

### Phase régulière
| Rang | Équipe                   | Pts | J | G | N | P | Bp | Bc | Diff |
| ---- | ------------------------ | --- | - | - | - | - | -- | -- | ---- |
| 1    | Junior de Barranquilla   | 17  | 7 | 5 | 2 | 0 | 16 | 7  | +9   |
| 2    | Deportes Tolima          | 13  | 7 | 4 | 1 | 2 | 8  | 5  | +3   |
| 3    | Independiente Medellín   | 13  | 7 | 4 | 1 | 2 | 10 | 8  | +2   |
| 4    | Atlético Nacional        | 12  | 7 | 3 | 3 | 1 | 13 | 7  | +6   |
| 5    | Independiente Santa Fe T | 12  | 7 | 3 | 3 | 1 | 8  | 6  | +2   |
| 6    | Llaneros FC P            | 11  | 7 | 3 | 2 | 2 | 7  | 4  | +3   |
| 7    | Fortaleza CEIF           | 11  | 7 | 2 | 5 | 0 | 10 | 8  | +2   |
| 8    | Deportivo Pereira        | 11  | 7 | 3 | 2 | 2 | 8  | 7  | +1   |
| 9    | Envigado FC              | 9   | 7 | 2 | 3 | 2 | 7  | 7  | 0    |
| 10   | CD La Equidad            | 9   | 7 | 2 | 3 | 2 | 5  | 6  | -1   |
| 11   | Deportivo Cali           | 9   | 7 | 2 | 3 | 2 | 10 | 12 | -2   |
| 12   | Atlético Bucaramanga     | 7   | 5 | 2 | 1 | 2 | 9  | 8  | +1   |
| 13   | Águilas Doradas          | 7   | 7 | 1 | 4 | 2 | 8  | 8  | 0    |
| 14   | Boyacá Chicó             | 6   | 7 | 1 | 3 | 3 | 6  | 9  | -3   |
| 15   | Alianza Petrolera        | 6   | 7 | 1 | 3 | 3 | 5  | 10 | -5   |
| 16   | Deportivo Pasto          | 5   | 5 | 1 | 2 | 2 | 7  | 8  | -1   |
| 17   | Unión Magdalena P        | 5   | 6 | 1 | 2 | 3 | 4  | 10 | -6   |
| 18   | América de Cali          | 4   | 5 | 1 | 1 | 3 | 4  | 6  | -2   |
| 19   | Once Caldas              | 3   | 6 | 0 | 3 | 3 | 6  | 10 | -4   |
| 20   | Millonarios FC           | 1   | 5 | 0 | 1 | 4 | 4  | 9  | -5   |

| Légende : Qualifications et relégations | Légende : Qualifications et relégations              |
| --------------------------------------- | ---------------------------------------------------- |
|                                         | Qualification pour la deuxième phase                 |
|                                         | T : Tenant du titre P : Club promu de Primera B 2024 |

### Deuxième phase
Les huit premiers sont répartis dans deux groupes de quatre équipes. Les deux vainqueurs de ces mini-championnats se retrouvent en finale.
| Rang | Équipe | Pts | J | G | N | P | Bp | Bc | Diff |
| ---- | ------ | --- | - | - | - | - | -- | -- | ---- |
| 1    |        | 0   | 0 | 0 | 0 | 0 | 0  | 0  | 0    |
| 2    |        | 0   | 0 | 0 | 0 | 0 | 0  | 0  | 0    |
| 3    |        | 0   | 0 | 0 | 0 | 0 | 0  | 0  | 0    |
| 4    |        | 0   | 0 | 0 | 0 | 0 | 0  | 0  | 0    |

| Rang | Équipe | Pts | J | G | N | P | Bp | Bc | Diff |
| ---- | ------ | --- | - | - | - | - | -- | -- | ---- |
| 1    |        | 0   | 0 | 0 | 0 | 0 | 0  | 0  | 0    |
| 2    |        | 0   | 0 | 0 | 0 | 0 | 0  | 0  | 0    |
| 3    |        | 0   | 0 | 0 | 0 | 0 | 0  | 0  | 0    |
| 4    |        | 0   | 0 | 0 | 0 | 0 | 0  | 0  | 0    |

### Finale
| Équipe | Aller | Total | Retour | Équipe |
| ------ | ----- | ----- | ------ | ------ |
| 0      | -     | -     | -      | 0      |

## Classement cumulé de la saison 2025
| Rang | Équipe                     | Pts | J  | G  | N  | P  | Bp | Bc | Diff |
| ---- | -------------------------- | --- | -- | -- | -- | -- | -- | -- | ---- |
| 1    | Independiente Santa Fe Ouv | 61  | 35 | 17 | 10 | 8  | 46 | 36 | +10  |
| 2    | Independiente Medellín     | 60  | 35 | 16 | 12 | 7  | 39 | 25 | +14  |
| 3    | Deportes Tolima            | 57  | 33 | 16 | 9  | 8  | 47 | 32 | +15  |
| 4    | Atlético Nacional          | 55  | 33 | 15 | 10 | 8  | 55 | 33 | +22  |
| 5    | Junior de Barranquilla     | 55  | 33 | 15 | 10 | 8  | 44 | 31 | +13  |
| 6    | América de Cali            | 52  | 31 | 14 | 10 | 7  | 40 | 25 | +15  |
| 7    | Millonarios FC             | 48  | 31 | 13 | 9  | 9  | 39 | 30 | +9   |
| 8    | Deportivo Pereira          | 39  | 27 | 10 | 9  | 8  | 30 | 28 | +2   |
| 9    | Once Caldas                | 39  | 32 | 10 | 9  | 13 | 36 | 39 | -3   |
| 10   | Atlético Bucaramanga       | 36  | 25 | 10 | 6  | 9  | 33 | 28 | +5   |
| 11   | Alianza Petrolera          | 35  | 27 | 9  | 8  | 10 | 28 | 31 | -3   |
| 12   | Deportivo Pasto            | 34  | 25 | 9  | 7  | 9  | 27 | 28 | -1   |
| 13   | Deportivo Cali             | 33  | 27 | 7  | 12 | 8  | 24 | 29 | -5   |
| 14   | Llaneros FC P              | 31  | 27 | 9  | 4  | 14 | 27 | 32 | -5   |
| 15   | Fortaleza CEIF             | 31  | 27 | 7  | 10 | 10 | 25 | 33 | -8   |
| 16   | Águilas Doradas            | 28  | 27 | 5  | 13 | 9  | 25 | 27 | -2   |
| 17   | Envigado FC                | 27  | 27 | 7  | 6  | 14 | 23 | 36 | -13  |
| 18   | Boyacá Chicó               | 26  | 27 | 5  | 11 | 11 | 20 | 40 | -20  |
| 19   | CD La Equidad              | 19  | 27 | 4  | 7  | 16 | 18 | 41 | -23  |
| 20   | Unión Magdalena P          | 16  | 26 | 2  | 10 | 14 | 18 | 40 | -22  |

| Légende : Qualifications et relégations | Légende : Qualifications et relégations |
| --------------------------------------- | --- |
|                                         | Qualification pour la phase de groupe de la Copa Libertadores 2026                                                                                        |
|                                         | Qualification pour le tour préliminaire de la Copa Libertadores 2026                                                                                      |
|                                         | Qualification pour le tour préliminaire de la Copa Sudamericana 2026                                                                                      |
|                                         | Ouv : Vainqueur du tournoi d'Ouverture 2025 Clo : Vainqueur du tournoi de Clôture 2025 P : Promus de Primera B C : Vainqueur de la Coupe de Colombie 2025 |

## Classement de relégation
La relégation se fait selon la règle du pourcentage. Ainsi à la fin de la saison (succession de deux tournois) un classement est établi en divisant le nombre de points acquis par le nombre de matchs joués sur les trois dernières saisons. Les équipes reléguées sont les dernières de ce classement.
| Rang | Club                   | Total | Matchs | BP 2025 | BC 2025 | Diff 2025 | Moyenne |
| 1    | Deportes Tolima        | 182   | 105    | 38      | 24      | 14        | 1.733   |
| 2    | América de Cali        | 174   | 103    | 33      | 18      | 15        | 1.689   |
| 3    | Millonarios FC         | 173   | 103    | 34      | 26      | 8         | 1.680   |
| 4    | Junior de Barranquilla | 172   | 105    | 42      | 23      | 19        | 1.638   |
| 5    | Atlético Nacional      | 171   | 105    | 50      | 28      | 22        | 1.629   |
| 6    | Independiente Medellín | 171   | 105    | 29      | 19      | 10        | 1.629   |
| 7    | Independiente Santa Fe | 166   | 105    | 36      | 29      | 7         | 1.581   |
| 8    | Águilas Doradas        | 157   | 105    | 25      | 27      | -2        | 1.495   |
| 9    | Atlético Bucaramanga   | 148   | 103    | 33      | 28      | 5         | 1.437   |
| 10   | Deportivo Pereira      | 144   | 105    | 30      | 28      | 2         | 1.371   |
| 11   | Deportivo Pasto        | 137   | 103    | 27      | 28      | -1        | 1.330   |
| 12   | Once Caldas            | 138   | 104    | 32      | 32      | 0         | 1.327   |
| 13   | Fortaleza CEIF         | 82    | 65     | 25      | 33      | -8        | 1.262   |
| 14   | Alianza Petrolera      | 126   | 105    | 28      | 31      | -3        | 1.200   |
| 15   | CD La Equidad          | 126   | 105    | 18      | 41      | -23       | 1.200   |
| 16   | Deportivo Cali         | 122   | 105    | 24      | 29      | -5        | 1.162   |
| 17   | Llaneros FC P          | 31    | 27     | 27      | 32      | -5        | 1.148   |
| 18   | Boyacá Chicó           | 108   | 105    | 20      | 40      | -20       | 1.029   |
| 19   | Envigado FC            | 89    | 105    | 23      | 36      | -13       | 0.848   |
| 20   | Unión Magdalena P      | 16    | 26     | 18      | 40      | -22       | 0.615   |

## Bilan de la saison
| Tournoi de clôture du championnat de football de Colombie 2025 |                        |
| Champion                                                       |                        |
| Coupes et trophées                                             |                        |
| Vainqueur de la Coupe de Colombie 2025                         | 0                      |
| Qualifications continentales                                   |                        |
| Copa Libertadores 2026                                         | Independiente Santa Fe |
| Copa Sudamericana 2026                                         |                        |
| Promotions et relégations                                      |                        |
| Promus en Liga BetPlay Dimayor                                 |                        |
| Relégués en Torneo BetPlay Dimayor                             |                        |